# Tomopteris miriaglandulata
Tomopteris miriaglandulata är en ringmaskart som beskrevs av Terio 1947. Tomopteris miriaglandulata ingår i släktet Tomopteris och familjen Tomopteridae. Inga underarter finns listade i Catalogue of Life.